# 다니엘 프리드리히
다니엘 프리드리히(Daniel Friederich, 1932. 01. 16 ~ 2020. 11.19)는 프랑스의 클래식 기타 제작가이다.

## 생애
다니엘 프리드리히의 조부, 부친은 가구 제작가였으며, 다니엘 프리드리히는 가구 제작학교를 졸업한 이후 1955년까지 가구 제작가로 일했다. 1955년 프란시스코 심플리시오(Francisco Simplicio)의 설계를 본따 첫번째 클래식 기타를 제작하였으며, 1959년 파리에 개인 공방을 세우고 풀타임 루시어로 전업했다. 기타 스승 크리스티앙 오방(Cristian Aubin)은 본인의 토레스(:en:Antonio de Torres Jurado) 악기를 제공하였고, 열여섯 번째로 제작한 기타를 로베르 부쉐(Robert Bouchet)에게 보여준 이후로 도움을 많이 받았다. 1970년 이후에는 중급 모델을 단종시키고 콘서트용 최고 모델만을 제작하였다. 말년에는 악기를 많이 만들지 않았으며 유명 연주자에게만 주문을 받았는데, 국내 여류 클래식 기타리스트 박규희(:en:Kyuhee Park)가 전공생이던 시절 예외적으로 제작해주어 화제가 되었다.

## 영향
다니엘 프리드리히는 업계에 큰 영향을 끼친 명제작가 중 한 명으로, 그의 악기를 재현하고자 하는 시도가 수없이 존재해왔다. 예를 들어 기타 제조 회사 코르도바(Cordoba)의 루시어 셀렉트 시리즈(Luthier Select Series)에 다니엘 프리드리히 카피가 포함되어 있다.